# Martin David Kruskal
Martin David Kruskal (New York, 28 settembre 1925 – Princeton, 26 dicembre 2006) è stato un fisico e matematico statunitense.
Noto principalmente per i suoi contributi alla teoria dei solitoni, lavorò anche nel campo della fisica del plasma, della relatività generale e dell'analisi non lineare e asintotica.
Studiò all'Università di Chicago e alla New York University, dove conseguì il dottorato di ricerca, sotto la supervisione di Richard Courant, nel 1952. Ha trascorso gran parte della sua carriera alla Princeton University, prima come ricercatore presso il Plasma Physics Laboratory a partire dal 1951, e poi come professore di astronomia (1961), fondatore e presidente del Program in Applied and Computational Mathematics (1968), e professore di matematica (1979). Si ritirò dalla Princeton University nel 1989 ed entrò a far parte del dipartimento di matematica della Rutgers University.
Oltre alle sue ricerche, Kruskal era conosciuto anche come mentore di scienziati più giovani. Lavorava instancabilmente e mirava sempre non solo a dimostrare un risultato, ma anche a capirlo a fondo. Ed era noto per la sua giocosità. Inventò infatti il Kruskal Count, un effetto magico che è noto per lasciare perplessi i maghi professionisti perché, come amava dire, non si basava su un gioco di prestigio ma su un fenomeno matematico.

## Vita privata
Martin David Kruskal nacque da una famiglia ebrea a New York e crebbe a New Rochelle. Era generalmente conosciuto come Martin nel mondo e David fra la sua famiglia. Suo padre, Joseph B. Kruskal, Sr., era un grossista di pellicce di successo. Sua madre, Lillian Rose Vorhaus Kruskal Oppenheimer, divenne una nota promotrice dell'arte dell'origami durante i primi momenti della televisione e fondò l'Origami Center of America a New York City, che in seguito divenne OrigamiUSA. Erano in totale cinque figli: i suoi due fratelli divennero entrambi eminenti matematici: Joseph Kruskal (1928-2010; scopritore dello scaling multidimensionale, del teorema dell'albero di Kruskal e dell'algoritmo di Kruskal) e William Kruskal (1919-2005; scopritore del test di Kruskal-Wallis).
Martin Kruskal fu sposato per 56 anni con Laura Kruskal. Ella è ben nota come docente e autrice di origami e ideatrice di molti nuovi modelli. Martin, che aveva un grande amore per i giochi, i puzzle e i giochi di parole di ogni tipo, inventò anche diversi modelli di origami piuttosto insoliti, tra cui una busta per l'invio di messaggi segreti (chiunque apra la busta per leggere il messaggio avrebbe grandi difficoltà a ripiegarla per occultare l'atto).
Ebbero tre figli: Karen, Kerry e Clyde, conosciuti rispettivamente come avvocato, autore di libri per bambini, e matematico.

## Ricerche
Gli interessi scientifici di Martin Kruskal coprivano un'ampia gamma di argomenti di matematica pura e applicata alle scienze. Per tutta la vita fu interessato in molte tematiche legate a equazioni differenziali alle derivate parziali e analisi non lineare e sviluppò idee fondamentali a proposito di espansioni asintotiche, invarianti adiabatici e numerosi argomenti correlati.

### Fisica del plasma
Negli anni '50 e nei primi anni '60 lavorò principalmente in fisica dei plasmi, sviluppando molte idee che ora sono fondamentali nel campo. La sua teoria degli invarianti adiabatici fu importante nella ricerca sulla fusione nucleare. Fra i concetti di fisica del plasma che portano il suo nome si segnalano l'instabilità di Kruskal-Shafranov e i modi di Bernstein-Greene-Kruskal (BGK). Con I. B. Bernstein, E. A. Frieman e R. M. Kulsrud sviluppò il principio energetico in MHD. I suoi interessi si estendevano all'astrofisica dei plasmi e ai plasmi di laboratorio.

### Relatività generale

Coordinate di Kruskal

Nel 1960, Kruskal scoprì la struttura spaziotemporale classica completa del tipo più semplice di buco nero, in relatività generale. Un buco nero a simmetria sferica può essere descritto mediante la metrica di Schwarzschild, scoperta agli albori della relatività generale. Tuttavia, nella sua formulazione originale, questa soluzione descrive solo la regione esterna all'orizzonte del buco nero. Kruskal (in parallelo a George Szekeres) scoprì la massima continuazione analitica della soluzione di Schwarzschild, che mostrò elegantemente usando quelle che ora sono chiamate coordinate di Kruskal-Szekeres.
Ciò ha portato Kruskal alla sorprendente scoperta che l'interno del buco nero ricorda un "wormhole" che collega due universi identici e asintoticamente piatti. Questo fu il primo vero esempio di soluzione di wormhole in relatività generale. Tale wormhole però collassa a una singolarità prima che qualsiasi osservatore o segnale possa viaggiare da un universo all'altro. Attualmente si ritiene che questo sia il destino generale dei wormhole secondo la relatività generale. Negli anni '70, quando fu scoperta la natura termica della fisica dei buchi neri, la proprietà di wormhole della soluzione di Schwarzschild si rivelò un ingrediente importante. Al giorno d'oggi, è considerata un indizio fondamentale nei tentativi di costruzione della gravità quantistica.

### Teoria dei solitoni
Il lavoro più noto di Kruskal fu però la scoperta, negli anni '60, delle proprietà di integrabilità di alcune equazioni differenziali alle derivate parziali non lineari in una variabile spaziale oltre al tempo. Questi sviluppi iniziarono con una pionieristica simulazione al computer realizzata da Kruskal e Norman Zabusky (con l'aiuto di Harry Dym) di un'equazione non lineare nota come equazione di Korteweg-de Vries (KdV). L'equazione KdV è un modello asintotico della propagazione di onde dispersive non lineari (come le onde marine). Ma Kruskal e Zabusky fecero la sorprendente scoperta di una soluzione "a onda solitaria" dell'equazione KdV, in grado di propagarsi in modo non dispersivo e persino di riacquistare la sua forma dopo una collisione con altre onde simili. A causa delle proprietà, simili a quelle di una particella, di tale onda, la chiamarono "solitone", un termine che prese piede quasi immediatamente.

Decadimento di un'onda sinusoidale in un insieme di solitoni, come ricavato dalla risoluzione numerica dell'equazione di Korteweg-de Vries.

Questo lavoro era in parte motivato dal paradosso della quasi-ricorrenza che era stato osservato in una primissima simulazione al computer di un reticolo non lineare da Enrico Fermi, John Pasta e Stanisław Ulam, a Los Alamos nel 1955 (il cosiddetto sistema di Fermi-Pasta-Ulam-Tsingou). Quegli autori avevano osservato da tempo un comportamento quasi ricorrente di una catena unidimensionale di oscillatori anarmonici, in contrasto con la rapida termalizzazione che ci si aspettava. Kruskal e Zabusky simularono l'equazione KdV, che Kruskal aveva ottenuto come limite continuo di tale catena unidimensionale, e trovarono un comportamento solitonico, che è l'opposto della termalizzazione. Quello si rivelò essere il cuore del fenomeno.
Il fenomeno delle onde solitarie era un mistero risalente all'opera di John Scott Russell che, nel 1834, osservò quello che oggi chiamiamo solitone, propagarsi in un canale, e lo inseguì a cavallo. Nonostante le sue osservazioni sui solitoni negli esperimenti su vasca, Scott Russell non li riconobbe mai come tali, a causa della sua attenzione sulla "grande onda di traslazione", l'onda solitaria di ampiezza maggiore. Le sue osservazioni sperimentali, presentate nel suo Report on Waves alla British Association for the Advancement of Science nel 1844, furono viste con scetticismo da George Airy e George Stokes dato che le loro teorie sulle onde d'acqua lineari non erano in grado di spiegarle. Joseph Boussinesq (1871) e Lord Rayleigh (1876) pubblicarono teorie matematiche che giustificano le osservazioni di Scott Russell. Nel 1895, Diederik Korteweg e Gustav de Vries formularono l'equazione KdV per descrivere le onde in acque poco profonde (come le onde nel canale osservate da Russell), ma le proprietà essenziali di questa equazione non furono comprese fino al lavoro di Kruskal e dei suoi collaboratori negli anni '60.
Il comportamento solitonico suggerì il fatto che l'equazione KdV dovesse avere ulteriori leggi di conservazione oltre a quelle ovvie conservazione di massa, energia e quantità di moto. Una quarta legge di conservazione fu scoperta da Gerald Whitham e una quinta da Kruskal e Zabusky. Diverse nuove leggi di conservazione furono scoperte a mano da Robert Miura, che mostrò anche che esistevano molte leggi di conservazione per un'equazione correlata, nota come equazione modificata di Korteweg-de Vries (MKdV). Con queste leggi di conservazione, Miura mostrò una connessione (chiamata trasformazione di Miura) tra le soluzioni delle equazioni KdV e MKdV. Questo fu un indizio che permise a Kruskal, assieme a Clifford S. Gardner, John M. Greene e Miura (GGKM), di scoprire una tecnica generale per la soluzione esatta dell'equazione KdV e la comprensione delle sue leggi di conservazione. Si trattava della trasformata inversa di scattering, un metodo sorprendente ed elegante in grado di dimostrare che l'equazione KdV ammette un numero infinito di quantità conservate, e che è completamente integrabile. Questa scoperta fornì le basi moderne per la comprensione del fenomeno solitonico: l'onda solitaria viene ricreata nello stato in uscita perché questo è l'unico modo per soddisfare tutte le leggi di conservazione. Subito dopo il lavoro GGKM, Peter Lax interpretò il metodo della trasformata inversa di scattering in termini di deformazioni isospettrali e delle cosiddette "coppie di Lax".
Il metodo della trasformata inversa di scattering ebbe una sorprendente varietà di generalizzazioni e applicazioni in diverse aree della matematica e della fisica. Kruskal stesso aprì la strada ad alcune delle generalizzazioni, come l'esistenza di infinite quantità conservate nell'equazione di sine-Gordon. Ciò portò alla scoperta di un altro metodo di scattering inverso per quell'equazione da parte di M. J. Ablowitz, D. J. Kaup, A. C. Newell e H. Segur (AKNS). L'equazione di sine-Gordon è un'equazione d'onda relativistica in 1+1 dimensioni che mostra anch'essa il fenomeno solitonico e che divenne un importante modello di teoria relativistica dei campi risolvibile. Nel lavoro seminale precedente a AKNS, V. E. Zacharov e A. B. Shabat avevano scoperto un metodo di scattering inverso per l'equazione di Schrödinger non lineare.
I solitoni sono ormai noti per essere onnipresenti in natura, dalla fisica alla biologia. Nel 1986, Kruskal e Zabusky condivisero la medaglia d'oro Howard N. Potts del Franklin Institute "per i contributi alla fisica matematica e le prime combinazioni creative di analisi e calcolo, ma soprattutto per il lavoro fondamentale sulle proprietà dei solitoni". Assegnando il Premio Steele 2006 a Gardner, Greene, Kruskal e Miura, l'American Mathematical Society affermò che prima del loro lavoro "non esisteva una teoria generale per la soluzione esatta di una classe importante di equazioni differenziali non lineari". L'AMS ha aggiunto: "Nelle applicazioni della matematica, i solitoni e i loro discendenti (kink, anti-kink, istantoni e breather) sono entrati e hanno cambiato campi diversi come l'ottica non lineare, la fisica del plasma e le scienze oceaniche, atmosferiche e planetarie. La non linearità ha subito una rivoluzione: da fastidio da eliminare, a nuovo strumento da sfruttare".
Kruskal ricevette la National Medal of Science nel 1993 "per la sua influenza come leader nella scienza non lineare per più di due decenni in quanto principale architetto della teoria delle soluzioni solitoniche delle equazioni di evoluzione non lineari".
In un articolo che esaminava lo stato della matematica all'inizio del millennio, l'eminente matematico Philip A. Griffiths scrisse che la scoperta dell'integrabilità dell'equazione KdV "mostrò nel modo più bello l'unità della matematica. Coinvolse sviluppi nel calcolo numerico e nell'analisi matematica, che è il modo tradizionale di studiare le equazioni differenziali. Si scoprì che si possono comprendere le soluzioni di queste equazioni differenziali attraverso certe costruzioni molto eleganti in geometria algebrica. Le soluzioni sono anche intimamente legate alla teoria della rappresentazione, in quanto queste equazioni risultano avere un numero infinito di simmetrie nascoste. Infine, si ricollegano a problemi di geometria elementare."

### Analisi matematica
Negli anni '80, Kruskal sviluppò un vivo interesse per le equazioni di Painlevé. Esse si presentano frequentemente come riduzioni di simmetria di equazioni solitoniche, e Kruskal era incuriosito dall'intima relazione che sembrava esistere tra le proprietà che caratterizzano queste equazioni ed i sistemi completamente integrabili. Gran parte della sua ricerca successiva fu guidata dal desiderio di comprendere questa relazione e di sviluppare nuovi metodi diretti e semplici per studiare le equazioni di Painlevé. Kruskal era raramente soddisfatto degli approcci standard alle equazioni differenziali.
Le sei equazioni di Painlevé hanno una proprietà caratteristica chiamata proprietà di Painlevé: le loro soluzioni sono a valore singolo attorno a tutte le singolarità le cui posizioni dipendono dalle condizioni iniziali. Secondo Kruskal, poiché questa proprietà definisce le equazioni di Painlevé, si dovrebbe essere in grado di partire da tale informazione, senza ulteriori strutture non necessarie, per elaborare tutte le informazioni richieste sulle loro soluzioni. Il primo risultato fu uno studio asintotico delle equazioni di Painlevé con Nalini Joshi, insolito all'epoca in quanto non richiedeva l'uso di problemi lineari associati. La sua persistente messa in discussione dei risultati classici portarono a un metodo diretto e semplice, sviluppato anche con Joshi, per dimostrare la proprietà di Painlevé delle equazioni di Painlevé.
Nell'ultima parte della sua carriera, uno dei principali interessi di Kruskal fu la teoria dei numeri surreali. I numeri surreali, che sono definiti in modo costruttivo, hanno tutte le proprietà e le operazioni di base dei numeri reali. Includono i numeri reali insieme a molti tipi di infiniti e infinitesimi. Kruskal contribuì alla fondazione della teoria, alla definizione delle funzioni surreali e all'analisi della loro struttura. Scoprì un notevole legame tra numeri surreali, asintotici e asintotici esponenziali. Una delle principali questioni aperte, sollevata da Conway, Kruskal e Norton alla fine degli anni '70, e investigata da Kruskal con grande tenacia, è se le funzioni surreali sufficientemente regolari posseggano integrali definiti. A questa domanda è stata data risposta negativa in piena generalità, da Costin, Friedman ed Ehrlich nel 2015. Tuttavia, l'analisi di Costin mostra che esistono integrali definiti per una classe sufficientemente ampia di funzioni surreali per le quali va bene la visione di Kruskal dell'analisi asintotica, ampiamente concepita. Al momento della sua morte, Kruskal stava scrivendo un libro sull'analisi surreale con O. Costin.

### Matematica ricreativa

Spiegazione del Kruskal Count

Nel trucco magico matematico Kruskal Count, un volontario sceglie un numero sul quadrante di un orologio. A partire da 12, spostiamo in senso orario lo stesso numero di spazi delle lettere nel numero enunciato, con avvolgimento. Ci spostiamo di nuovo in senso orario dello stesso numero di spazi delle lettere nel nuovo numero. Dopo tre mosse, finiamo sempre su 1 indipendentemente dal numero iniziale. Qualsiasi azione successiva è indipendente dalla scelta del volontario.

## Premi e riconoscimenti
Kruskal ricevette diversi riconoscimenti durante la sua carriera, tra cui:
- Premio Dannie Heineman per la fisica matematica nel 1983
- Medaglia d'oro Howard N. Potts del Franklin Institute nel 1986
- Premio Steele nel 2006

Martin Kruskal fu eletto membro della National Academy of Sciences, dell'American Academy of Arts and Sciences, della Royal Society, dell'Accademia russa delle scienze e della Royal Society di Edimburgo.